# Aneflomorpha fisheri
Aneflomorpha fisheri es una especie de escarabajo longicornio del género Aneflomorpha, tribu Elaphidiini, subfamilia Cerambycinae. Fue descrita científicamente por Linsley en 1936.

## Descripción
Mide 14-20 milímetros de longitud.

## Distribución
Se distribuye por Estados Unidos y México.